# 三菱綜合材料

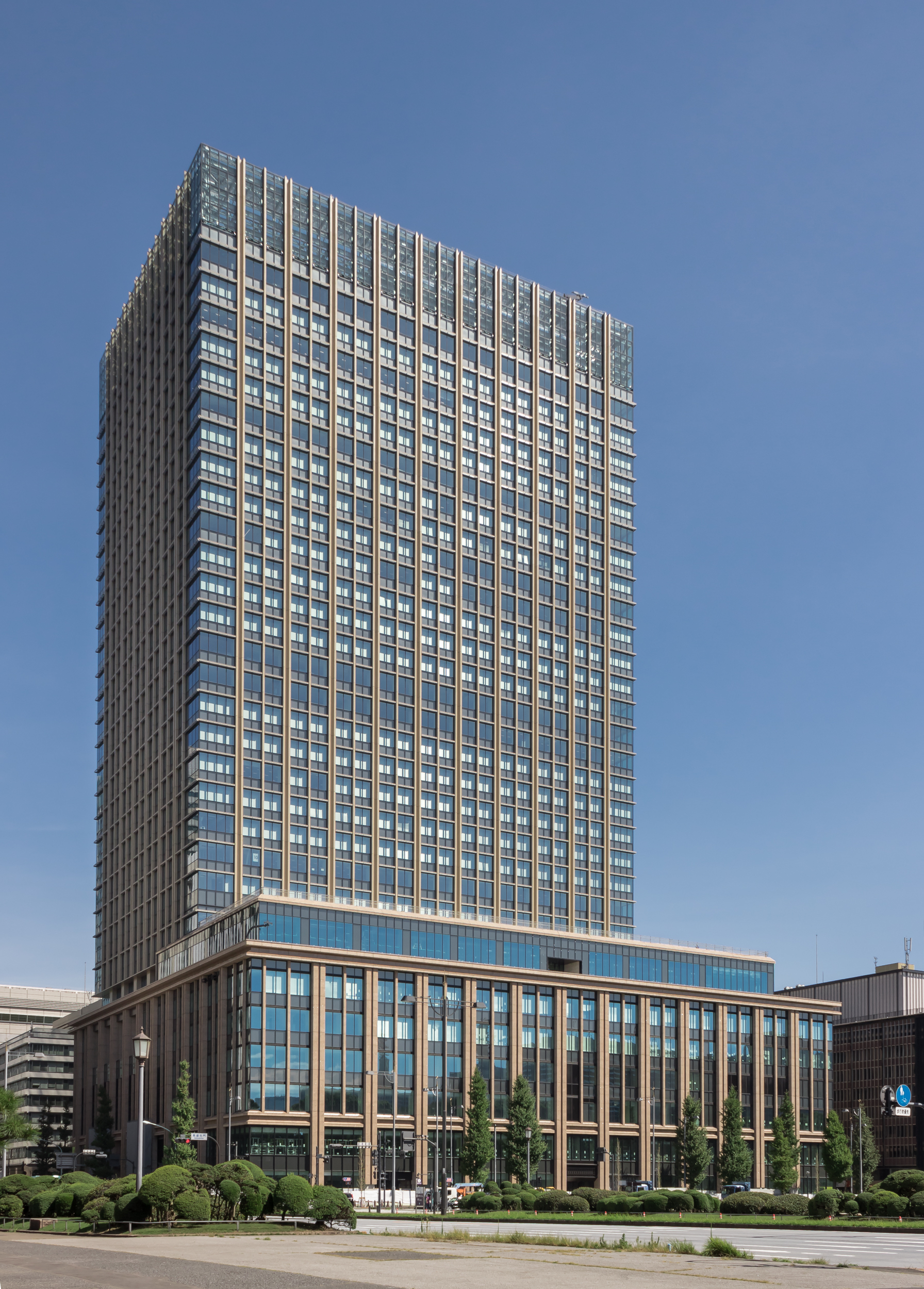
公司總部

三菱綜合材料（日语：三菱マテリアル株式会社）是日本三菱集團旗下的非鐵金屬企業之一，總部位於東京都千代田區丸之內。該公司是日經平均指數成份股之一。

## 历史
公司成立於1990年12月，由三菱金屬和三菱礦業水泥合併誕生。

## 外部連結
- 三菱マテリアル株式会社 （页面存档备份，存于）